# Powiat Wilkomir

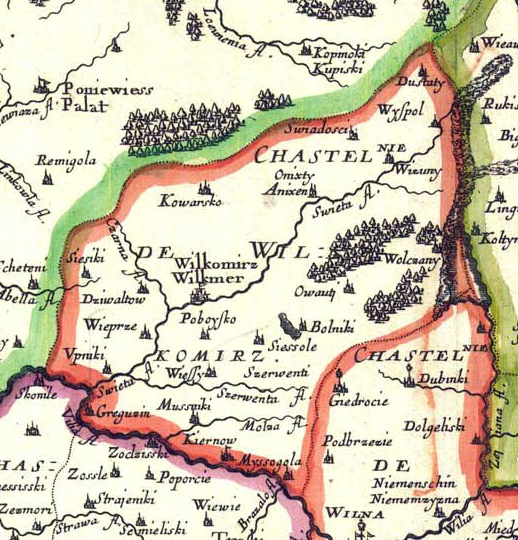
Wilkomir in der Landkarte

Der Bezirk Wilkomir (lit. Vilkmergės apskritis) war ab 1413 ein Verwaltungsgebiet in der damaligen Woiwodschaft Wilna, im Großfürstentum Litauen und von 1569 bis 1795 in der Adelsrepublik Polen-Litauen. Das Zentrum war die Stadt Wilkomir (heute Ukmergė). Die heutige Rajongemeinde Ukmergė befindet sich im Bezirk Vilnius der Republik Litauen. Der erste Leiter des Gebiets seit 1398 war Wigail (Vigaila). Der Bezirk (Ukmergės apskritis) bestand auch von 1945 bis 1950 in der Sowjetunion. Dann wurde das Rajon Ukmergė errichtet.
Die Wolost Panoteriai war von 1919 bis 1950 eine Verwaltungseinheit im Bezirk Ukmergė.